# 牧夫座10
牧夫座10，又名BD+22 2650，HD 121996、SAO 83103、HR 5255，是牧夫座的一颗恒星，视星等为5.76，位于銀經17.02，銀緯73.78，其B1900.0坐标为赤經13h 53m 57.7s，赤緯+22° 73.78′ 3″。